# Смоукс (Јужна Каролина)
Смоукс (енгл. Smoaks) град је у америчкој савезној држави Јужна Каролина.

## Демографија
По попису из 2010. године број становника је 126, што је 14 (-10,0%) становника мање него 2000. године.
| Група             | 2000.       | 2010.       |
| Белци             | 120 (85,7%) | 125 (99,2%) |
| Афроамериканци    | 16 (11,4%)  | 0 (0,0%)    |
| Азијати           | 0 (0,0%)    | 0 (0,0%)    |
| Хиспаноамериканци | 0 (0,0%)    | 0 (0,0%)    |
| Укупно            | 140         | 126         |